# 黄均瑜
黄均瑜（？—），香港教育工作者联会会长，香港岭南大学校董，旅港福建商会教育基金發展总监、福建中學（小西灣）創校校長。他出任校長前曾於順德聯誼總會李兆基中學任教。
2020年4月26日，因港區全國人大代表張俊勇捲入錢債官司，合共欠債逾千萬港元而辭去人大職務，黃均瑜递补成为第十三届全国人大代表。他在1965年起入讀荃灣官立中學。

## 政治立場
黃均瑜為香港親建制派人士，大力推動香港愛國教育，並曾多次公開發言批評民主派的行動，以及支持政府。

### 倡議香港愛國教育
黃均瑜曾經建議全港中小校每周升國旗一次，由官校做起，培養學生對國家的認同感。

### 未提證據批評反對逃犯條例修訂之聯署為政治操作
於香港逃犯條例爭議期間，黃均瑜所屬之教聯會曾經發聲明支持修例，又指這做法很正常。但對於當時最少200間大專和中小學校友、教職員或學生發起反修例聯署，黃均瑜卻在香港電台城市論壇節目中指控這些聯署是政治操作，當場被其中一名中大校友聯署發起人指責說法侮辱發起聯署那些行動的人，教育界立法會議員葉建源指出，若要提出有關指摘，必須提出證據，提出指控而無證據者應該要道歉。